# Quetzogonium dentatum
Quetzogonium dentatum là một loài chân đều trong họ Paramunnidae. Loài này được Winkler miêu tả khoa học năm 1994.